# Gedenkstätte Berlin-Hohenschönhausen
De Gedenkstätte Berlin-Hohenschönhausen is een museum in Berlijn. Het museum werd in 1995 geopend in de voormalige Stasigevangenis. Het gebouw was onderdeel van een enorm complex uit 1938. In mei 1945 zetten de Russische bezetters er een speciaal doorgangskamp op, waarin zij oorlogsmisdadigers en lieden met verdachte politieke ideeën opsloten. In 1946 werd het complex ingericht als gevangenis van de NKVD en in 1951 kwam het in handen van de Stasi.
Binnen zien bezoekers een transportbus, cellen en ondervragingsruimten waarvan er twee geen ramen hebben en met rubber zijn bekleed. Gevangenen konden, als onderdeel van ondervraging en intimidatie, in de transportbus worden gebracht, die dan wegreed naar een ‘onbekende’ bestemming. De bus werd daarna ergens geparkeerd waarbij het laden van een geweer voor de gevangene goed hoorbaar was. Nadat het vervoer was afgerond, bleek de auto slechts op het binnenterrein gereden te hebben. In de kelders bevond zich de zogeheten onderzeeër, een cellenblok zonder daglicht, waarin de gevaarlijkste verdachten werden geïnterneerd. Dit cellenblok ligt direct onder de keuken van het complex. Uit het plafond stak een pijpje dat de geuren van de keuken uitstootte waardoor de gevangenen een hongergevoel kregen.
Gevangenen mochten elkaar niet zien en geen contact hebben met elkaar. Wilde men wat lezen, dan kregen ze westerse weekbladen in hun cel met foto's van zonnige oorden van Spanje en andere Zuid-Europese landen. Als een gevangene voor verhoor uit zijn cel werd gehaald, dan brandde er een rode lamp boven een gangdeur. Bij zo'n verhoor ging het er relatief vriendelijk aan toe. De verhoorde kreeg koffie of sigaretten aangeboden en kreeg direct te horen met wie hij te maken had, wat voor werk ze deden en met wie ze omgingen. De gevangene moest daarbij wel met beide handen tussen het zitvlak en de stoelkussen zitten. Dit laatste werd gedaan zodat de lichaamsgeur werd opgenomen in de stof van het kussen waarop, na het verhoor, een pluk daarvan werd bewaard voor latere opsporing.
Op het terrein bevindt zich ook het Stasiziekenhuis.

## Fotogalerij

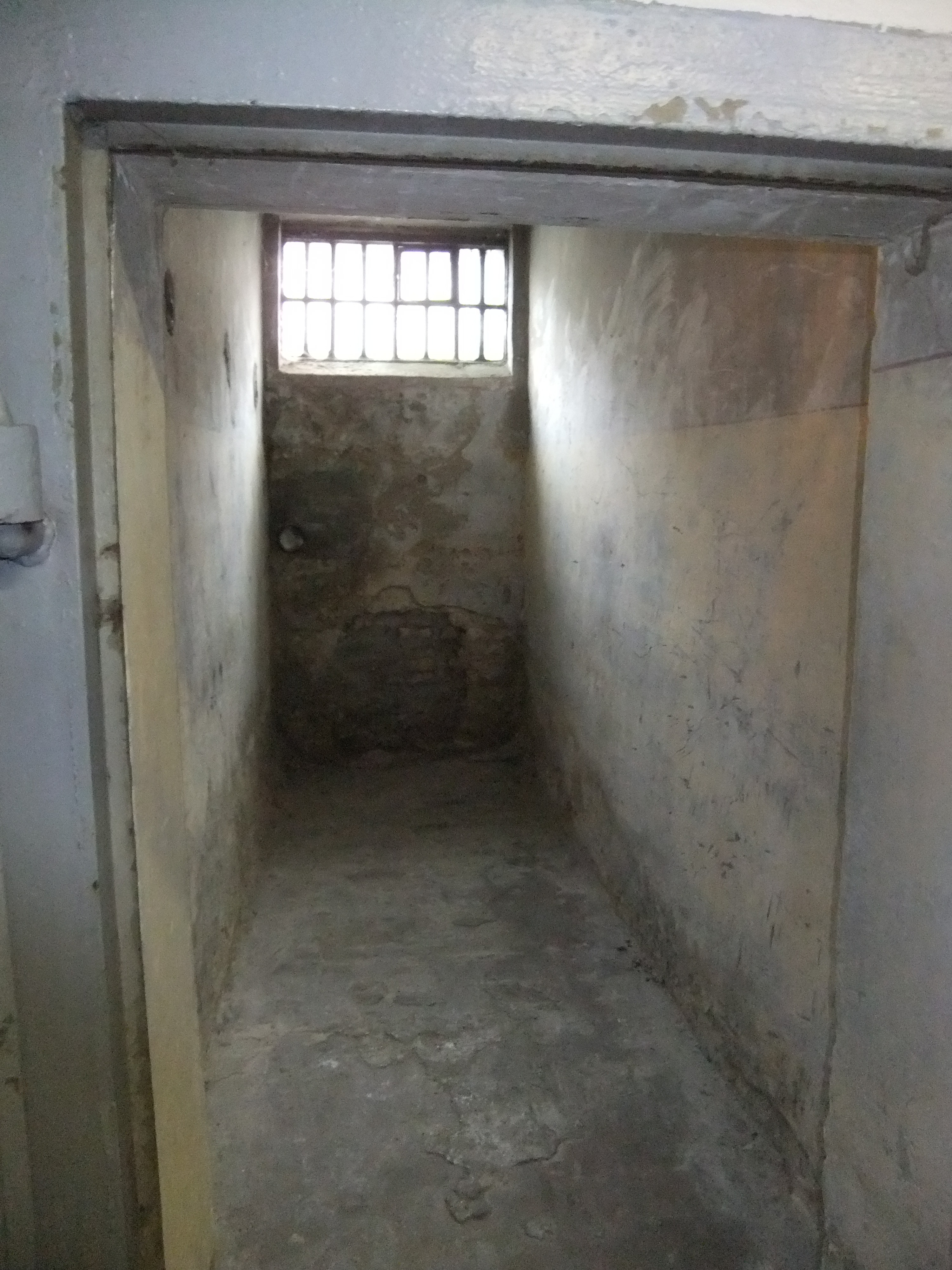
Een cel in de voormalige gevangenis